# 27178 Quino
27178 Quino este o planetă minoră (asteroid), cu un diametru de 3,201 km, din centura de asteroizi. A fost descoperită pe 21 ianuarie 1999 la Caussols de OCA-DLR Asteroid Survey⁠(d) și a fost numită după Quino⁠(d). 
Obiectul prezintă o orbită caracterizată de o semiaxă mare de 2,2569696 UAi, o excentricitate de 0,05, o înclinație de 4,69091 ° în raport cu ecliptica.